# Пейтон Ліст
Пейтон Ліст (англ. Peyton List; нар. 8 серпня 1986) — американська акторка та професійна модель, відома ролями у телесеріалах «Божевільні», «Проблиски майбутнього» «Люди майбутнього» та «Радіохвиля». 
Розпочала свою кар'єру на денному телебаченні, зігравши у 2001—2005 роках Люсі Монтгомері в мильній опері CBS «Як обертається світ». Згодом почала зніматися в прайм-тайм із регулярними ролями — у «Золотому дні» (Windfall, 2006) та «Чоловіки у великому місті» (Big Shots, 2007).
З 2008 по 2013 рік грала повторювану роль Джейн Стерлінг (Зігель) у драмі AMC «Божевільні».
Серед ролей того часу: у фільмах «The Greatest Game Ever Played» (2005), «Shuttle» (2009) та «Meet Evil» (2012), у фантастичних телесеріалах — «Проблиски майбутнього» (ABC, 2009—2010) та «Люди майбутнього» (The CW, 2013—2014). 
Протягом телевізійного сезону 2016—17 вона зіграла головну роль у драматичному серіалі «Радіохвиля» . У 2018 році мала повторювану роль у 3-му сезоні науково-фантастичного серіалу «Колонія».
Ліст також регулярно знімалася в ролі Отруйного Плюща в кримінально-драматичному серіалі Fox «Ґотем» (2018—2019) і озвучувала персонажа в анімаційному фільмі «Бетмен: Цить» (Batman: Hush) 2019 року.

## Раннє життя
Ліст народилася в Бостоні, штат Массачусетс, у сім’ї Дугласа Ліста та Шеррі Андерсон, але виросла у Балтиморі, штат Меріленд, разом із сестрою Бріттані Ліст. Вона почала здобувати освіту в дошкільному навчальному закладі Cedarcroft та школі Калверта, а потім пішла в сільську школу Роланд Парк у Балтиморі. Навчалася балету в Школі американського балету в Нью-Йорку.

## Кар'єра

### Кар'єра моделі
У дев'ять років вона почала кар'єру моделі. Її перший значний комерційний виступ був: одна з «сусідських дочок» (разом із її сестрою) на Вашингтон-сквер.

### Кар'єра акторки
У 2000 році Ліст мала незначну роль у телевізійному серіалі HBO «Секс у великому місті». Наступного року вона зіграла невелику роль у епізоді «Закон і порядок: Спеціальний корпус» і розпочала роль Люсі Монтгомері на мильній опері CBS «Як обертається світ». Вона покинула мильну оперу в 2005 році, а потім з'явилася як Люсі Лейн в епізоді «Таємниці Смолвіля», а потім повторила свою роль у фінальному сезоні в 2010 році. У тому ж році вона знялася у фільмі «Без сліду», «C.S.I.: Місце злочину Маямі», «Місце злочину: Нью-Йорк» та «Школа виживання».
У 2006 році Ліст стала регулярною акторкою у драматичному серіалі NBC «Раптова вдача», як Таллі Рейда. Серіал був скасований після першого сезону. Наступна роль Ліст була у драмі ABC «Новий день». Під час пілотного сезону 2007 року Ліст знімалась в іншому серіалі ABC, «Чоловіки у великому місті», в якому вона зіграла роль Кемерон Коллінсворт, дочки Ділана Макдермотта. Після першого сезону серіал також був скасований. Ліст також брала участь у кількох телевізійних шоу, включаючи                            «Місячне світло», «Та, що говорить з привидами», «CSI: Місце злочину», «Монк», «Гаваї 5.0» та «Оселя брехні». З 2008 по 2013 рік Ліст грала в серіалі АМС «Божевільні» заступника секретаря Дона Дрейпера, яка згодом стала другою дружиною Роджера Стерлінга. З 2009 по 2010 рік Ліст знімалась в іншому серіалі ABC «Проблиски майбутнього» як Ніколь Кірбі. Також вона знялася у фільмах «Тріумф» (2005), «Шаттл» (2008) та «Абсолютне зло» (2011).
У 2013 році Ліст зіграла в головну жіночу роль як Кара Коберн у серіалі CW «Люди майбутнього». Після першого сезону серіал був скасований. Наступного року вона неодноразово виконувала ролі в серіалі CW «Флеш» і в мильній опері ABC «Кров і нафта». У 2016 році вона стала головною героїнею науково-фантастичної поліцейської драми «Радіохвиля».
У жовтні 2017 року вона зіграла Айві Пеппер, також відома як Отруйна плющ, у драматичному серіалі FOX «Ґотем».

## Фільмографія

### Фільми
| Рік  | Назва (оригінал)              | Назва (переклад) | Роль           |
| ---- | ----------------------------- | ---------------- | -------------- |
| 2005 | The Greatest Game Ever Played | Тріумф           | Сара Вільямс   |
| 2008 | Shuttle                       | Шатл             | Мел            |
| 2008 | Deep Winter                   | Глибока зима     | Еліса Райдер   |
| 2011 | Low Fidelity                  | Низька точність  | Джорджія       |
| 2012 | Meeting Evil                  | Абсолютне зло    | Теммі Стрейт   |
| 2014 | Playing It Cool               | Серце вщент      | Гаряча дівчина |
| 2019 | Batman: Hush                  | Бетмен: Цить     | Отруйний плющ  |
| TBA  | Spinning Gold                 | Швидке золото    |                |

### Телебачення
| Рік        | Назва (оригінал)                  | Назва (переклад)                     | Роль                        |
| ---------- | --------------------------------- | ------------------------------------ | --------------------------- |
| 2000       | Sex and the City                  | Секс у великому місті                | Блондинка №1                |
| 2001, 2003 | Law & Order: Special Victims Unit | Закон і порядок: Спеціальний корпус  | Петсі / Хлоя Даттон         |
| 2001–2005  | As the World Turns                | Як обертається світ                  | Люсі Монтгомері             |
| 2005, 2010 | Smallville                        | Таємниці Смолвіля                    | Люсі Лейн                   |
| 2005       | Just Legal                        | Просто юридично                      | Рай Колвін                  |
| 2005       | Without a Trace                   | Без сліду                            | Діна Кінгстон               |
| 2005       | CSI: Miami                        | C.S.I.: Місце злочину Маямі          | Алекса Ендекотт             |
| 2005       | CSI: NY                           | Місце злочину: Нью-Йорк              | Алекса Ендекотт             |
| 2006       | One Tree Hill                     | Школа виживання                      | Соляріс                     |
| 2006       | Windfall                          | Раптова вдача                        | Таллі Рейда                 |
| 2006       | Day Break                         | Новий день                           | Ава                         |
| 2007–2008  | Big Shots                         | Чоловіки у великому місті            | Кемерон Коллінсворт         |
| 2008–2013  | Mad Men                           | Божевільні                           | Джейн Зігель                |
| 2008       | Moonlight                         | Місячне світло                       | Тірні Тейлор                |
| 2008       | Ghost Whisperer                   | Та, що говорить з привидами          | Лорелей / Джорджія Кент     |
| 2008       | CSI: Crime Scene Investigation    | CSI: Місце злочину                   | Мішель Торней               |
| 2009       | Monk                              | Монк                                 | Таня Адамс                  |
| 2009–2010  | FlashForward                      | Проблиски майбутнього                | Ніколь Кірбі                |
| 2010       | Hawaii Five-0                     | Гаваї 5.0                            | Еріка Харріс                |
| 2011       | Charlie's Angels                  | Янголи Чарлі                         | Зої Сінклер/ Освальд        |
| 2012       | House of Lies                     | Оселя брехні                         | Брітні                      |
| 2012       | 90210                             | 90210: Нове покоління                | Ліндсі Беквіт               |
| 2013–2014  | The Tomorrow People               | Люди майбутнього                     | Кара Коберн                 |
| 2015       | The Flash                         | Флеш                                 | Ліза Снарт / Золотий планер |
| 2015       | Blood & Oil                       | Кров та нафта                        | Емма Лундергрен             |
| 2016–2017  | Frequency                         | Радіохвиля                           | Реймі Салліван              |
| 2017       | Law & Order: Special Victims Unit | Закон і порядок: Спеціальний корпус  | Марджері Еванс              |
| 2018–2019  | Gotham                            | Ґотем                                | Айві Пеппер / Отруйний плющ |
| 2018       | Colony                            | Колонія                              | Емі Леонард                 |
| 2020–н.ч.  | Charmed                           | Чародійки                            | Надя                        |
| 2020       | Star Trek: Picard                 | Зоряний шлях: Пікар                  | Нарісса / Лейтенант Ріццо   |
| 2021       | Blade Runner: Black Lotus         | Той, що біжить по лезу: Чорний лотос | Жозефіна Грант              |
| 2025       | 911 Lone Star                     | 9-1-1 самотня зірка                  | Ешлі Кемпбелл               |

### Музичні відеокліпи
| Рік  | Назва               | Роль     | Виконавець                         |
| ---- | ------------------- | -------- | ---------------------------------- |
| 2011 | "If I Had a Gun..." | Наречена | Noel Gallagher's High Flying Birds |
| 2012 | "Amazing Eyes"      | Дівчина  | Good Old War                       |

## Зовнішні посилання
- Пейтон Ліст на IMDb